# Sture Ericsson
Pour les articles homonymes, voir Ericsson (homonymie).
Sture Henrik Ericsson est un gymnaste artistique suédois né le 15 janvier 1898 à Örebro et mort le 30 septembre 1945 à Helsingborg.

## Biographie
Sture Ericsson fait partie de l'équipe de Suède qui remporte la médaille d'or en système suédois aux Jeux olympiques d'été de 1920 se tenant à Anvers.